# Gălbinași (okręg Călărași)
Gălbinași – wieś w Rumunii, w okręgu Călărași, w gminie Gălbinași. W 2011 roku liczyła 3772 mieszkańców.